# Улица Освобождения
Улица Освобожде́ния (бел. вуліца Вызвалення) — улица в историческом центре Минска, в Раковском предместье. Проходит от Обойной улицы до Раковской улицы.

## История
Историческое название улицы — Воскресенская. Оно было дано по Воскресенской церкви, размещавшейся на ней в XVI—XVIII вв. Улица соединяла Раковское предместье с одной из старейших частей города — Пятницким концом, или Татарским предместьем.

## Описание
Улица Освобождения проходит на юг от перекрёстка Обойной, Замковой улицы и улицы Димитрова до Раковской улицы, за которой продолжается как Витебская улица. Нумерация домов — от Обойной улицы.

## Примечательные здания и сооружения
На улице сохранился ансамбль каменной застройки конца XIX — начала XX века (дома 3-15). Все дома ансамбля охраняются как памятники архитектуры (номер 711Е000001).
По нечётной стороне
- № 3 — двухэтажный кирпичный дом конца XIX в. Фасад неоштукатуренный, этажи разделяет карнизный пояс. Лучковые окна первого этажа отделаны ставнями и филёнками[2].
- № 5 — одноэтажный деревянный дом начала XX века. Накрыт двускатной крышей с треугольными фронтонами на торцах[2].
- № 7 — четырёхэтажный кирпичный дом начала XX века. Фасад украшен двумя плоскими лопатками. На 3-м и 4-м этажах есть балконы. Оконные проёмы прямоугольные[2].
- № 9 — трёхэтажный кирпичный Дом Штубрина постройки конца XIX века, в XX веке был перестроен. Этажи разделены сложными карнизными поясами. Фасад первого этажа рустован, другие этажи украшают плоские лопатки[2].
- № 11 — двухэтажный кирпичный дом с цокольным этажом, конца XIX века. Центральная часть симметричного фасада выделена неглубоким ризалитом. Под оконными проёмами второго этажа размещены прямоугольные ниши. На втором этаже есть два балкона[2].
- № 13 — двухэтажный кирпичный дом начала XX века. Неоштукатуренный фасад композиционно симметричен. Этажи разделены сложным карнизным поясом. Окна первого этажа снабжены замковыми камнями. Под карнизом крыши размещён пояс сухариков[2].
- № 15 (угол с Раковской улицей, № 20) — двухэтажный дом.

По чётной стороне
- № 6, 6А — здания XIX века, обладавшие статусом объектов культурного наследия. В начале 1990-х дома передали Белорусской православной церкви, новый собственник не проводил работ по консервации или реконструкции, из-за чего здания ветшали и приходили в аварийное состояние. В 2016 году в Интернет попало письмо митрополита Павла к заместителю премьер-министра Наталье Кочановой, в котором митрополит просил исключить дома из реестра памятников, чтобы БПЦ смогла построить на их месте каменный храм и офисные здания. Министерство культуры не позволило снос, однако уже в 2018 году согласовало проект реконструкции, согласно которому после демонтажа сохранной требовалось оставить только одну стену, а на месте возвести духовно-просветительский комплекс. В 2018 году дома были разрушены[3][4][5].
- № 8 — до 2018 года на участке находились здание военкомата и хозяйственные пристройки.
- № 10 — офис Белорусской православной церкви.